# تود فيليبس (ملحن)
تود فيليبس (بالإنجليزية: Todd Phillips)‏ هو ملحن ومنتج أسطوانات أمريكي، ولد في 21 أبريل 1953 في سان خوسيه في الولايات المتحدة.

## وصلات خارجية
- تود فيليبس على موقع ميوزك برينز (الإنجليزية)
- تود فيليبس على موقع ديسكوغز (الإنجليزية)